# لويس ميرلو
لويس ميرلو (بالإسبانية: Luis Merlo)‏ هو ممثل إسباني، ولد في 13 يونيو 1966 بمدريد في إسبانيا.

## وصلات خارجية
- لويس ميرلو على موقع IMDb (الإنجليزية)
- لويس ميرلو على موقع ألو سيني (الفرنسية)
- لويس ميرلو على موقع تيرنر كلاسيك موفيز (الإنجليزية)
- لويس ميرلو على موقع أول موفي (الإنجليزية)
- لويس ميرلو على موقع قاعدة بيانات الفيلم (الإنجليزية)
- لويس ميرلو على موقع كينوبويسك (الروسية)